# Regione floristica del Capo
La Regione floristica del Capo (detta anche Regno Floreale del Capo ), è la più piccola delle regioni floristiche della terra. Si trova in Sudafrica ed occupa una striscia costiera larga dagli 80 ai 150 km che va dalla foce del fiume Olifants, sulla costa atlantica della Provincia del Capo Occidentale, a Port Elizabeth sulla costa dell'Oceano Indiano nella Provincia del Capo Orientale.
La regione, per con una dimensione relativamente piccola di circa 75000 km², è fortemente caratterizzata per la sua grande ricchezza di flora; si contano circa 9 000 specie di piante, il 69% circa delle quali endemiche della regione. Per queste ragioni la regione è anche definita essere un Hotspot di biodiversità.
All'interno di questa regione l'UNESCO ha individuato otto siti che sono stati definito complessivamente come patrimonio dell'umanità sotto la denominazione di Area protetta della Regione floreale del Capo.

## Area protetta della Regione floreale del Capo

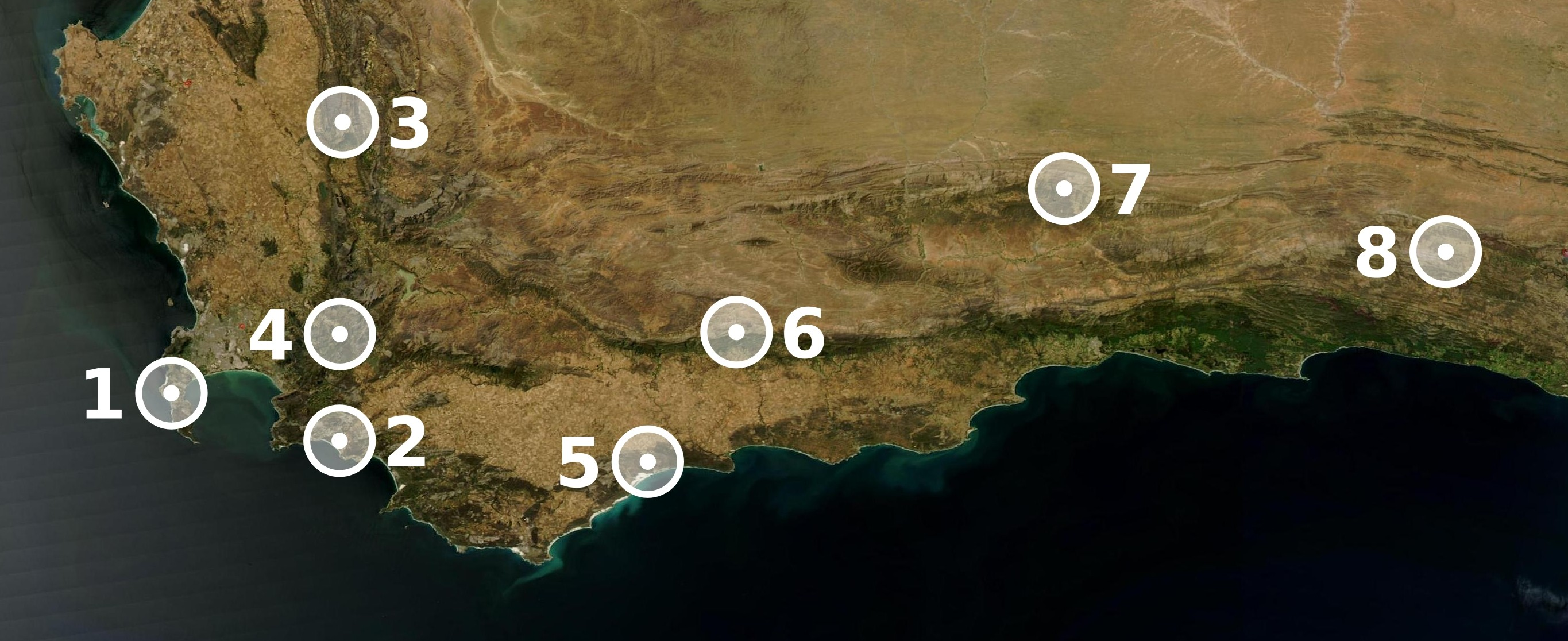
Vista dal satellite della Regione floristica del Capo con indicazione dei siti che ne costituiscono l'Area protetta definita dall'Unesco

Nel 2004 l'Unesco ha definito una parte del territorio della Regione floristica del capo come Area protetta. Quest'area è costituita da otto siti che occupano complessivamente una superficie di circa 555 300 ettari.
I siti sono:
1. Parco nazionale di Table Mountain;
2. Groot Winterhoek Wilderness Area;
3. Cederberg Wilderness Area;
4. Complesso delle Boland Mountain;
5. Riserva naturale di De Hoop;
6. Riserva naturale Boosmansbos;
7. Complesso dei Swartberg;
8. Riserva di Baviaanskloof.